# Achala-Alm
Die Achala-Alm oder Maurn-Alm ist eine Alm in den Bayerischen Voralpen. Sie liegt im Gemeindegebiet von Jachenau.
Die Almlichte befindet sich am südlichen Ende eines Grasrückens, der sich von der Glaswand nach Süden zieht. Auf ihr stehen zwei Almhütten, von denen die untere im ursprünglichen Sinne für die Bestoßung genutzt wird. Die obere gehört dem Forst und ist seit 1959 vom TSV Iffeldorf gepachtet. Zur Zeit der Uraufnahme (1808–1864) waren noch vier Kaser vorhanden, die sich etwa 150 bis 200 Meter nördlich der heutigen befanden. Auf den amtlichen topographischen Karten ist bis zur Ausgabe von 1961 eine Diensthütte dargestellt, deren Überreste heute noch zu sehen sind. Ab 1981 fehlt die Hütte in den Karten.
Die Alm wird am einfachsten über einen Fahrweg von Jachenau erreicht. Fußwege führen von der Alm zur Pessenbacher Schneid und zur Glaswandscharte.